# 呂隆
呂 隆（りょ りゅう）は、五胡十六国時代の後涼の第4代（最後の）天王。字は永基。懿武帝呂光の弟の右将軍呂宝の子。

## 生涯
咸寧3年（401年）に第3代天王の呂纂が呂隆の弟の呂超らによって暗殺されると、呂超らに擁立されて即位した。しかしこのように不安定な地位のために天王としての力は無く、神鼎3年（403年）に後秦の文桓帝姚興による侵攻を受けて後涼は滅亡し、呂隆は文桓帝に降伏して長安に連行された。
弘始18年（416年）、文桓帝の次男であった広平公姚弼の謀反に巻き込まれて、病床にあった文桓帝の命令で殺害された。